# 埃爾姆希河 (韋瑟巴赫河支流)
51°07′50″N 7°49′31″E / 51.130542°N 7.825411°E
埃爾姆希河（德語：Elmche），是德國的河流，位於該國西部，流經北萊茵-威斯特法倫州，屬於韋瑟巴赫河的右支流，河道全長1.5公里，發源自邁訥茨哈根西北面。